# قبعة عالية
القبعة العالية أو القبعة الرسمية هي قبعة طويلة القامة، ترتبط تقليديا مع الملابس الرسمية في اللباس الغربي. دائمًا ما تكون مصنوعة من الحرير الأسود أو الرمادي في بعض الأحيان، ظهرت القبعة في الأزياء الغربية بحلول نهاية القرن الثامن عشر. على الرغم من أنها انخفضت في وقت الثقافة المضادة في الستينيات، إلا أنها لا تزال ملحقًا رسميًا للأزياء. يُعرف النوع القابل للطي من القبعة العالية، التي تم تطويرها في القرن التاسع عشر، بقبعة الأوبرا.

## معرض صور

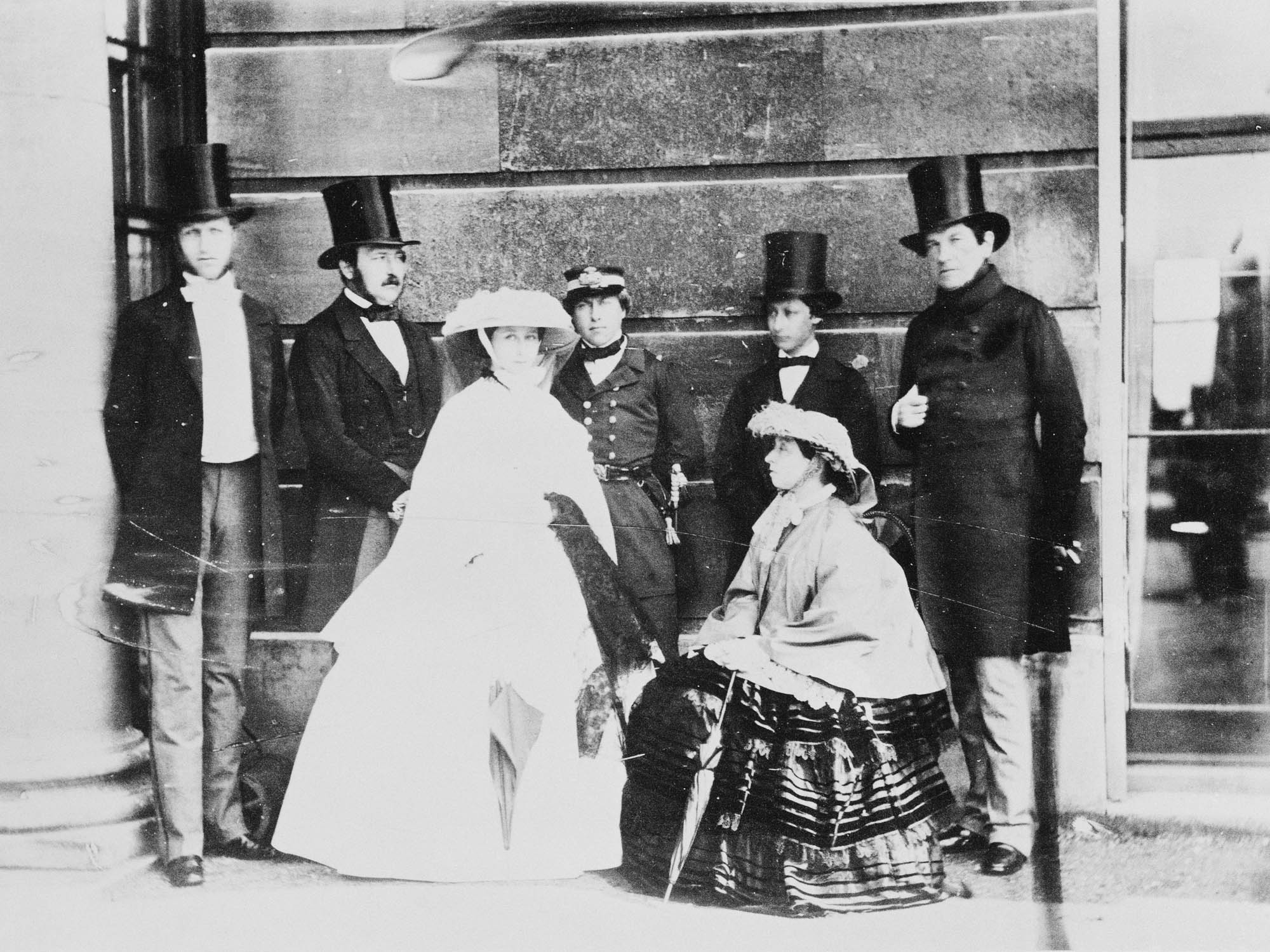
ملك البلجيكيين والعائلة المالكة مع الملكة فيكتوريا كاليفورنيا. 1859
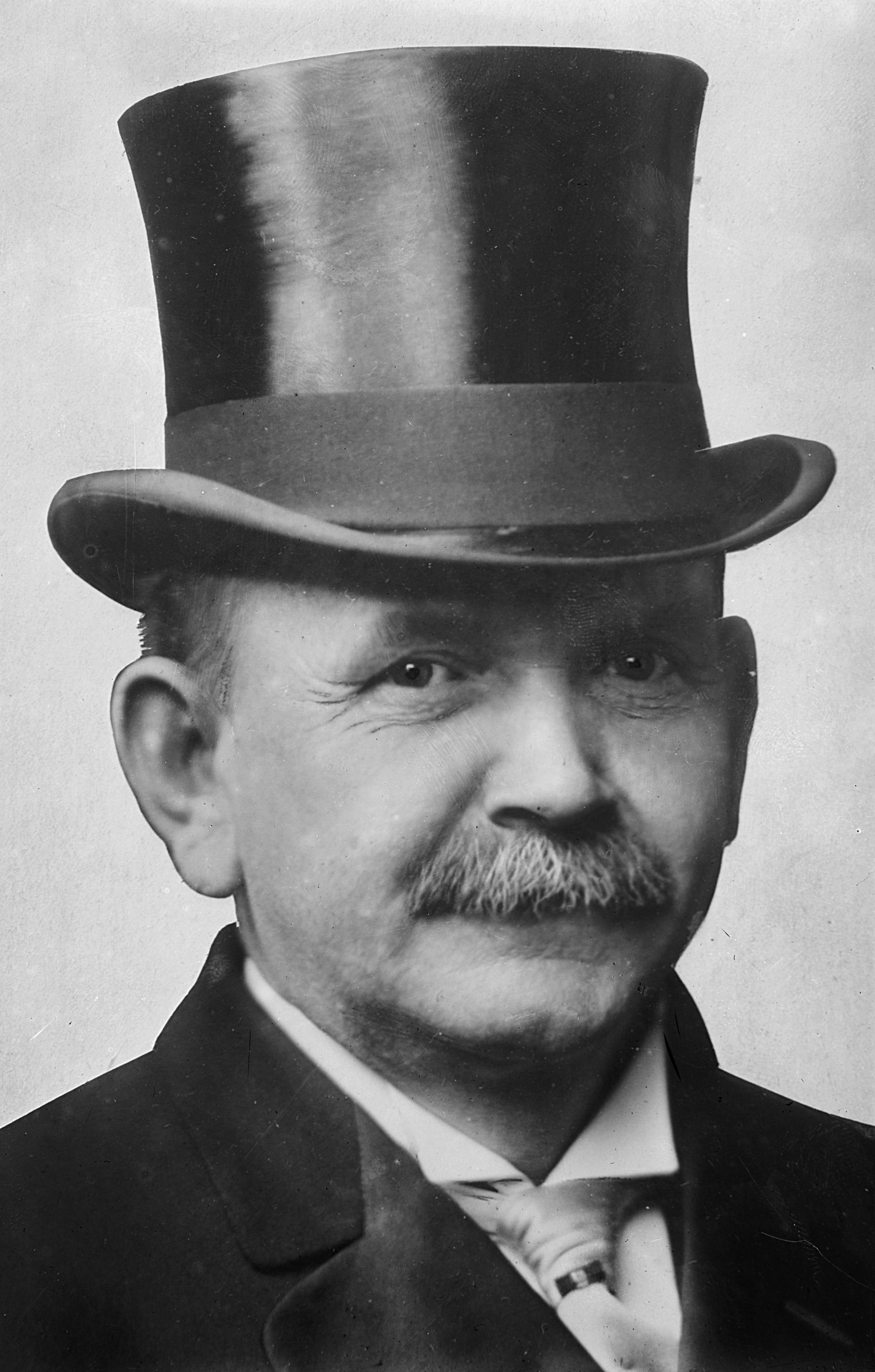
أوستن لين كروذرز، الحاكم 46 بولاية ماريلاند (1908-1912) ، مرتديًا القبعة العالية